# Yuri on Ice
Yuri!!! on Ice (ユーリ!!! on ICE Yūri on Aisu) là một Anime chuyên về Trượt băng nghệ thuật của Nhật Bản. Bộ anime được sản xuất bởi MAPPA, đạo diễn bởi Yamamoto Sayo và lên kịch bản bởi Kubo Mitsuro. Thiết kế nhân vật là Hiramatsu Tadashi, và các bản nhạc trong phim được Umebayashi Taro và Matsushiba Taku biên soạn. Các bài trượt được Miyamoto Kenji biên đạo, ông cũng tự mình biểu diễn chúng và được ghi lại để làm hiệu ứng âm thanh. Bộ anime ra mắt vào ngày 06 tháng 10 năm 2016 và kết thúc vào ngày 22 tháng 12, với tổng cộng 12 tập. Một movie đặc biệt của Yuri on Ice đang trong quá trình sản xuất. Bộ phim xoay quanh mối quan hệ giữa vận động viên trượt băng người Nhật Katsuki Yuri; thần tượng của anh, nhà vô địch trượt băng người Nga Victor Nikiforov; và cậu tân binh người Nga Yuri Plisetsky; với việc Katsuki Yuri và Yuri Plisetsky tham gia giải trượt băng Grand Prix và Victor là huấn luyện viên của Yuri.
Là một trong những bộ anime đầy triển vọng từ khi ra mắt, Yuri on Ice đã nhanh chóng được đón nhận nồng nhiệt tại Nhật Bản. Bộ phim xuất sắc giành được 3 giải thưởng tại Liên hoan Anime Tokyo và 7 giải thưởng bình chọn của Crunchyroll. Tại Nhật, bộ phim được phát hành gồm 6 phần Blu-Ray và DVD, đều xếp hạng 1 trong bảng xếp hạng Oricon Animation Blu-Ray và Animation DVD mỗi lần ra mắt. Bộ phim cũng rất phổ biến trên các mạng xã hội như Tumblr, Sina Weibo và Twitter, tính riêng trên Twitter đã có hơn 1 triệu lượt Tweet trong suốt thời gian phim được phát sóng, trở thành bộ anime được nhắc tới nhiều nhất cả mùa. Bộ anime cũng được các vận động viên trượt băng chuyên nghiệp đánh giá cao.
Yuri on Ice đã nhận được những lời phê bình về việc mô tả quan hệ đồng tính giữa các nhân vật chính trong phim, trong khi một số nhà phê bình khen ngợi vì đã khai thác đề tài này theo cách mới mẻ so với hầu hết các anime và manga như yaoi và chống lại định kiến về đồng tính tại một quốc gia và môn thể thao có những vấn đề với đồng tính; một số người khác lại chỉ trích những tình tiết trong phim là thiếu tính thực tế và không rõ ràng. Bộ phim cũng được đánh giá cao vì đã thành công trong việc miêu tả chứng lo âu và cũng gây ra một cuộc tranh cãi ngắn về một tựa phim trượt băng nghệ thuật khá tương đồng sẽ ra mắt tại Mỹ năm 2017.

## Tóm tắt
Sau thất bại thảm hại tại giải Grand Prix Final và những lần thua cuộc trong các giải đấu khác, vận động viên trượt băng người Nhật Bản Katsuki Yuri 23 tuổi đã nảy sinh những cảm xúc hỗn loạn về trượt băng và tạm dừng sự nghiệp; trở về quê hương Hasetsu ở Kyushu. Yuri đến thăm người bạn thời thơ ấu của anh, Yuko, tại một sân băng (Ice Castle Hasetsu) và trượt một cách hoàn hảo lại bài diễn do thần tượng của anh thực hiện: nhà vô địch trượt băng người Nga Victor Nikiforov. Khi đoạn phim bí mật ghi lại màn trình diễn của Yuri được đăng tải lên Internet, nó đã khiến Victor chú ý, và Victor đã đến Kyushu với đề nghị làm huấn luyện viên cho Yuri và giúp anh khôi phục sự nghiệp. Sau này, người ta được biết rằng Victor thực chất đã biết Yuri trước đó, khi Yuri say xỉn trong buổi tiệc mừng và xin Victor trở thành huấn luyện viên của anh.
Sau khi biết về quyết định của Victor với sự nghiệp của anh, Yuri Plisetsky, 15 tuổi, một vận động viên trượt băng đầy hứa hẹn của Nga, đã tới Hasetsu yêu cầu Victor thực hiện lời hứa trước đó với cậu. Victor đã hứa rằng anh sẽ biên đạo một bài diễn đặc biệt cho Yuri P. nếu cậu đoạt được danh hiệu Vô địch thế giới Thiếu niên, mà Yuri P. đã làm được. Victor, đã quên về lời hứa với Yuri P., yêu cầu hai Yuri thi với nhau để quyết định xem ai sẽ được Victor huấn luyện. Cuối cùng Yuri K. chiến thắng, và do đó Victor trở thành huấn luyện viên của Yuri K. Yuri P. trở lại Nga, và cả hai Yuri đều tự hứa sẽ giành chức vô địch ở Grand Prix Final.
Cả Yuri K. và Yuri P. đều đủ điều kiện đại diện cho quê nhà thi đấu trong các vòng loại Grand Prix, và sau đó đều được tuyển loại vào Grand Prix Final tổ chức tại Barcelona. Trong thời gian giải Grand Prix diễn ra, Yuri K. và Victor đã trở nên gần gũi hơn, Yuri K.  đã mua một cặp nhẫn vàng ở Barcelona, từ đó Victor đã khẳng định rằng họ đã "đính hôn". Vào đêm trước trận chung kết, Yuri K. dự định giải nghệ để Victor có thể trở lại với môn thể thao này và thông báo điều đó với Victor, nhưng Victor đã phản đối lựa chọn của anh, và họ thống nhất rằng sẽ tự quyết định sự nghiệp của mình sau khi cuộc thi kết thúc. Giải đấu kết thúc với việc Yuri P. giành huy chương vàng và Yuri K. giành huy chương bạc. Cuối cùng, Yuri K. quyết định tiếp tục trượt băng và chuyển đến St Petersburg để có thể tiếp tục huấn luyện cùng với Yuri P. và Victor.

## Nhân vật

### Các nhân vật chính
- Katsuki Yūri (勝生 勇利): một chàng trai trượt băng được ví như là người có trái tim mỏng manh nhất, bằng chứng qua cái chết của chú chó cưng Vicchan. Sau thất bại tại chung kết Grand Prix, anh đã có ý định giải nghệ. Nhưng vì đoạn video lỗi được tung lên sau đó, anh lại quyết định quay trở lại cuộc chơi với hy vọng thay đổi lần nữa. Tất cả vì Viktor Nikiforov. Yuri Plisetsky gọi cậu là Katsudon.
- Viktor Nikiforov (ヴィクトル・ニキフォロフ Vikutoru Nikiforofu): là một huyền thoại sống của Nga và đã giành năm huy chương vàng Grand Prix. Vì đoạn video của Yuuri, anh đã rời khỏi quê nhà và huấn luyện Yuuri trở thành một vận động viên thực thụ bất chấp đã hẹn trước để huấn luyện Yuri. Anh là người rất vui vẻ và cũng hay quên, song luôn hết mình vì người khác. Anh là một nhân vật khá điển trai và hút gái. Anh có một con chó tên là Makkachin với ngoại hình giống hệt Vicchan.
- Yuri Plisetsky (ユーリ・プリセツキー Yūri Purisetsukī): là một ngôi sao trượt băng đang nổi đầy hứa hẹn của Nga. Dù chỉ 15 tuổi, cậu có tính khí khá chững chạc, nghiêm túc, có chí tiến thủ dù khá trẻ con. Cậu được coi là "gã khùng Nga" do thái độ khá coi rẻ địch thủ, nhưng cũng vì nét cuốn hút của cậu mà mọi người còn gọi cậu là "chàng tiên Nga". Tuy vậy, cậu cũng cho thấy cậu sẵn sàng làm tất cả để giúp mọi người, khi đã tìm cách ngăn cản Yuuri của Nhật giải nghệ bằng các màn thách đấu. Cậu cũng khá thích mèo và các động vật họ mèo. Ở Nhật, cậu được gọi là Yurio để phân biệt với Yuuri. Cậu có một nhóm nữ cổ động viên trung thành là Yuri Angels.  Cậu là phiên bản chuyển giới của Yulia Lipnitskaya.

### Các nhân vật khác
- Nishikori Yuuko
- Minami Kenjiro
- Yakov Feltsman
- Georgi Popovich
- Jean-Jacques Leroy
- Lee Seung-gil
- Li Guang-hong
- Michele Crispino
- Sara Crispino
- Lila Baranovskaya
- Emil Nekola
- Phichit Chulanont
- Otabek Altin
- Leo de la Iglesia
- Mila Babicheva
- Christophe Giacometti
- Celestino Cialdini
- Nishigori Takeshi
- Nikolai Plisetsky